# 専門学校福嶋リハビリテーション学院
専門学校 福嶋リハビリテーション学院（せんもんがっこうふくしまリハビリテーションがくいん）は、かつて岡山県浅口市寄島町にあった私立専修学校。

## 概要
厚生労働省指定の理学療法士・作業療法士の養成学校（4年制）であった。あえなく2017年に閉校となった。

## 運営
- 学校法人福嶋学園

理事長 - 福嶋啓祐（医師・医学博士）
学院長 - 福嶋裕美子（作業療法士・医療福祉学博士）

## 設置学科
- 理学療法学科（4年制）定員40名

## 沿革
- 2003年（平成15年）4月 - 専門学校福嶋リハビリテーション学院開校
- 2013年（平成25年）4月 - 法人が倉敷市に倉敷リハビリテーション学院を開校する。
- 2014年（平成26年）4月 - 倉敷リハビリテーション学院に改称。当校は寄島校となる。
- 2017年（平成29年）3月 - 寄島校閉校。

## 所在地
- 〒714-0101 岡山県浅口市寄島町16089-31

## 関連施設
- 医療法人福嶋医院
- いるかの家リハビリテーションセンター

## 提携校
- 埼玉県にある人間総合科学大学と提携を結び、学士号取得支援教育（ダブルスクール制度）を実施していた。